# Leopold Herz

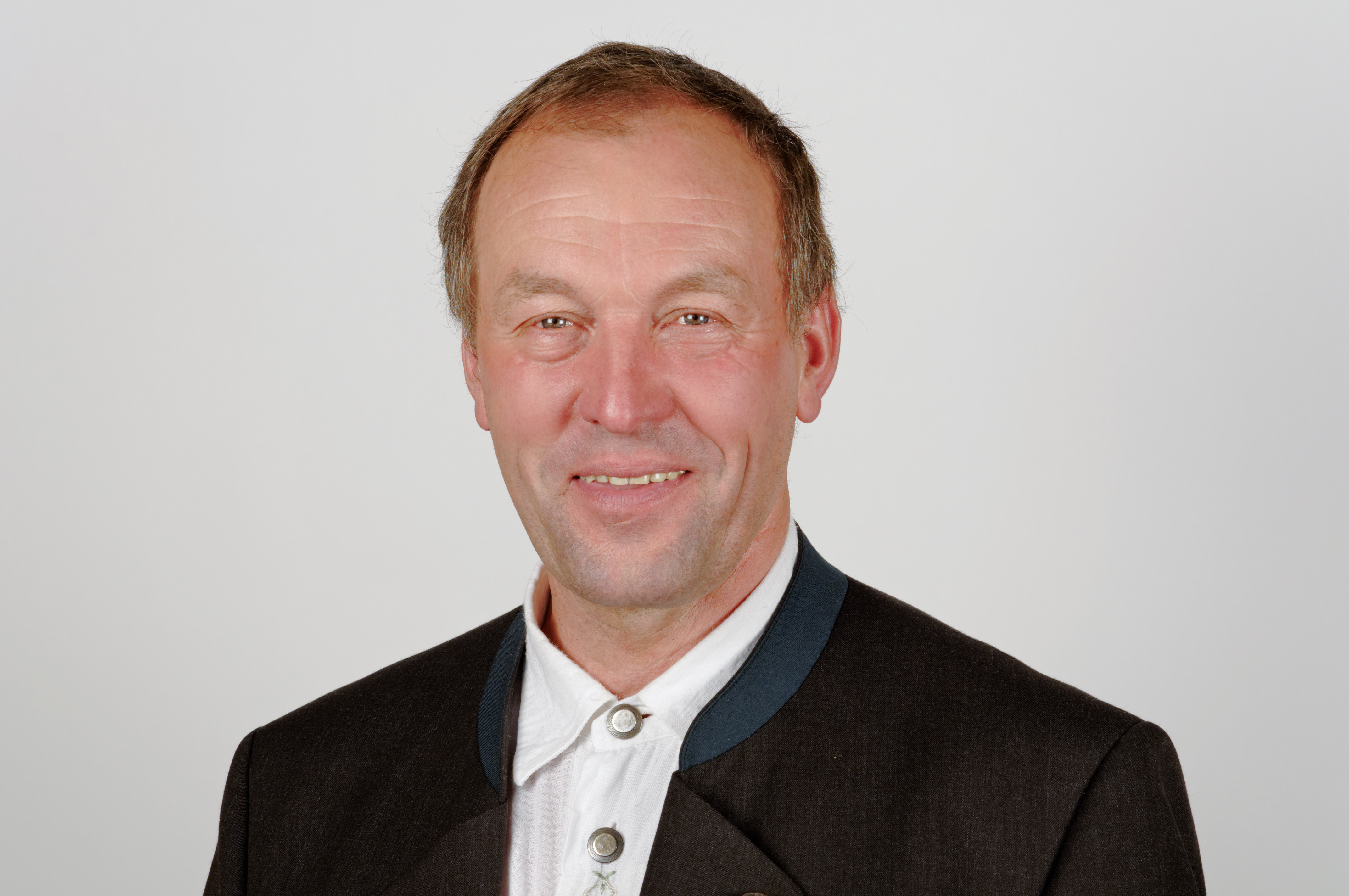
Leopold Herz (2012)

Leopold Herz (* 12. Juni 1953 in Wertach) ist ein deutscher Politiker der Freien Wähler (FW) in Bayern und Landwirt. Er war von 2008 bis 2023 Mitglied des bayerischen Landtages.

## Leben
Herz besuchte von 1959 bis 1966 Volksschule in Wertach, anschließend bis 1970 die Realschule in Sonthofen. Im Anschluss besuchte er bis 1973 das Gymnasium in Kempten. Von 1973 bis 1975 leistete er den Wehrdienst ab und studierte im Anschluss bis 1979 Agrarwissenschaften. Ab 1979 war er als selbstständiger Landwirt tätig, von 1980 bis 1987 ging er den Schritt einer externen Promotion mit dem Titel „Wertach und seine Entwicklung nach dem Zweiten Weltkrieg : zur Soziologie einer Landgemeinde“.

## Politik
Herz ist seit 2000 Mitglied bei den Freien Wählern in Bayern und seit 2002 Gemeinderat in Wertach. Ebenfalls seit 2002 ist er Kreisrat im Landkreis Oberallgäu.
Bei der Landtagswahl 2008 kandidierte er im Stimmkreis Lindau, Sonthofen und wurde über die Bezirksliste Schwaben gewählt. 2013 und 2018 wurde er über die Wahlkreisliste Schwaben jeweils wieder gewählt. Als Mitglied des Landtages war er Mitglied des Ausschusses für Ernährung, Landwirtschaft und Forsten. Nach der Landtagswahl 2018 wurde er dessen Vorsitzender.
Bei der Landtagswahl 2023 kandidierte er nicht mehr. 

## Privates
Herz ist verheiratet und ist Vater von vier Kindern. Herz ist römisch-katholischer Konfession.